# Колба, Марек
Марек Колба (словац. Marek Kolba; род. 14 января 1980 года, Попрад, Чехословакия) — словацкий хоккеист, защитник. Выступает за клуб «Кошице» в Словацкой экстралиге.

## Карьера
Выступал за ХК «Попрад», «Слован» (Братислава), «Гавиржов Пантерз», МсХК «Жилина», МХК «Мартин», ХК 05 Банска Быстрица».
В чемпионатах Словакии — 574 матче (42+91), в плей-офф — 44 матча (1+4). В чемпионатах Чехии — 7 матчей (0+2).
В составе национальной сборной Словакии провел 2 матча. В составе молодежной сборной Словакии участник чемпионата мира 2000.

## Достижения
- Бронзовый призер чемпионата Словакии (2011)